# August Frederik van Sleeswijk-Holstein-Gottorp

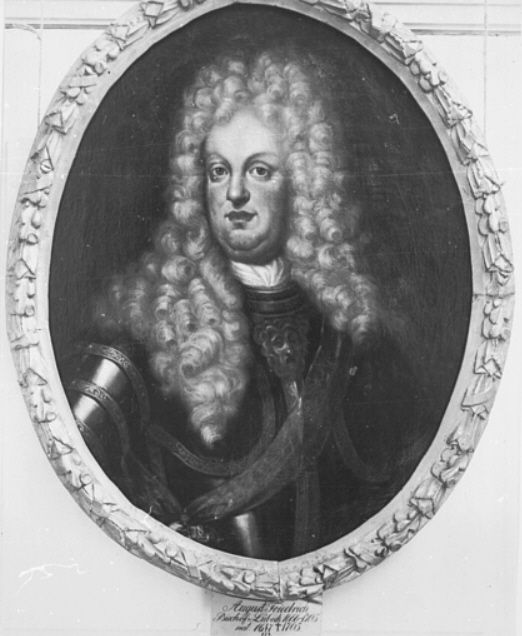
August Frederik van Sleeswijk-Holstein-Gottorp.

August Frederik van Sleeswijk-Holstein-Gottorp (Sleeswijk, 6 mei 1646 - Eutin, 2 oktober 1705) was van 1666 tot aan zijn dood prins-bisschop van Lübeck. Hij behoorde tot het huis Sleeswijk-Holstein-Gottorp.

## Levensloop

August Frederik van Sleeswijk-Holstein-Gottorp

August Frederik was de zevende zoon van hertog Frederik III van Sleeswijk-Holstein-Gottorp en diens echtgenote Maria Elisabeth, dochter van keurvorst Johan George van Saksen. 
In 1656 werd hij aangesteld als coadjutor van het prinsbisdom Lübeck. In 1666 volgde hij zijn oudere broer Christiaan Albrecht op als prins-bisschop van Lübeck, een functie die hij bekleedde tot aan zijn dood in 1705. Van 1684 tot 1689 werden zowel zijn gebieden als het hertogdom Sleeswijk-Holstein-Gottorp door Deense troepen bezet.
In 1676 huwde hij in Halle met Christina (1658-1698), dochter van hertog August van Saksen-Weißenfels. Het huwelijk bleef kinderloos. In 1705 stierf hij op 59-jarige leeftijd, waarna hij werd bijgezet in de Dom van Lübeck. 
August Frederik was eveneens lid van het Vruchtdragende Gezelschap met als gezelschapsnaam de Uitverkorene.